# Angisunnguaq
Angisunnguaq (nach alter Rechtschreibung Angissúnguaĸ; „die kleine Große“ oder „kleiner Rentierbock“) ist eine grönländische Insel im Distrikt Nuuk in der Kommuneqarfik Sermersooq in Grönland.

## Geografie
Angisunnguaq liegt am südlichen Ufer des Ausgangs des Fjordes Ameralik, etwa 14 km südlich der Hauptstadt Nuuk. Die flache Insel ist stark zerklüftet. Im südlichen Bereich wird sie durch eine nur rund 30 m breite Landenge in zwei Teile geteilt. Der südliche Teil wird wiederum durch den Fjord Angisunnguup Kangerlua aufgespalten. Des Weiteren liegt am nördlichen Ufer der Insel das Kap Sarsuatsiivik, am nordöstlichen Ufer das Kap Niaqornannguaq und im äußersten Süden Angisunnguup Sarsuatsiivia.

## Geschichte
1972 wurden an der Südwestküste archäologische Überreste eines Gebäudes gefunden, die aber nicht genauer untersucht wurden und keiner bestimmten Kultur zugeordnet werden konnten.
Es wurde erwogen, den geplanten internationalen Flughafen von Nuuk auf Angisunnguaq zu errichten. Hierfür hätten drei Tunnel mit einer Gesamtlänge von 9,9 km, darunter ein 6,0 km langer Unterwassertunnel, eine Verbindung nach Nuuk herstellen müssen, da eine Fährverbindung als nicht zielführend angesehen wurde. Da das Projekt etwa doppelt so viel gekostet hätte wie eine Ausweitung des bisherigen Stadtflughafens, wurde im November 2018 stattdessen diese beschlossen.